# Rocznik poznański młodszy

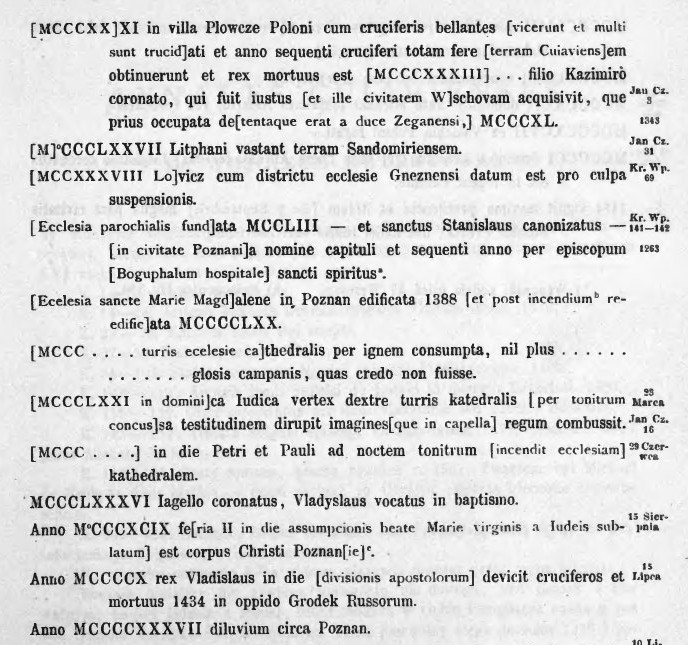
Rocznik poznański młodszy. Fragment edycji Wojciecha Kętrzyńskiego z 1888 roku. Rękopis, na którym oparł się Kętrzyński, zaginął.

Rocznik poznański młodszy lub  Rocznik poznański II (łac. Annales Posnanienses II) – rocznik obejmujący lata 1241-1501, zapisany w XV i XVI wieku w środowisku katedralnym Poznania, zaliczany do zbioru tzw. roczników wielkopolskich. 
Jego rękopis, odkryty w XIX wieku, zaginął w wieku XX. Współcześnie treść dzieła znana jest jedynie z  XIX-wiecznego wydania, opartego na XVI-wiecznym oryginale. 

## Rękopis i wydania
Rękopis rocznika odkrył w drugiej połowie XIX wieku Wojciech Kętrzyński. Zachował się on jako wpis na karcie tytułowej druku zatytułowanego Manipulus curatorum officia sacerdotum secundum ordinem septem sacramentorum perbreviter complectens. Książka ta została wydana w roku 1489. Później oprawiono ją ponownie, wspólnie z innymi drukami, których data publikacji nie wykracza poza rok 1494. Od XV do XIX wieku znajdowała się ona w posiadaniu biblioteki kapitulnej w Gnieźnie. 
Początek rocznika znajdował się na odwrocie karty tytułowej druku, koniec na pierwszej karcie, przy tytule. Karty zostały uszkodzone – na pierwszej brakowało dat, na drugiej uszkodzony był tekst niektórych zapisek. Rocznik został zapisany pismem charakterystycznym dla XVI wieku.
Tekst Rocznika wydał Wojciech Kętrzyński, w piątym tomie serii Monumenta Poloniae Historica, w roku 1888. Uzupełnił w nim te uszkodzone fragmenty, dla których odnalazł inną podstawę źródłową. W XX wieku zaginęła książka z wpisanym tekstem Rocznika. Po drugiej wojnie światowej badacze rozpoczęli jej poszukiwania  w bibliotekach polskich i niemieckich, ale jak na razie bez rezultatu.
W 1962 roku tekst, na podstawie edycji Kętrzyńskiego na nowo opracował i wydał Gerard Labuda – w zbiorze Roczników wielkopolskich, publikacji przygotowanej przez Brygidę Kürbis. W edycji tej poprawiono kilka niedokładności Kętrzyńskiego przy odtwarzaniu datacji i treści zapisek.

## Tytuł
Wojciech Kętrzyński nazwał dzieło Rocznikiem poznańskim II, dla odróżnienia od wcześniej odkrytego Rocznika poznańskiego I. XX-wieczny wydawca, Gerard Labuda, dla wyrazistszego odróżnienia tego rocznika zaproponował nazwać go Rocznikiem poznańskim młodszym, co dość powszechnie się przyjęło.

## Okoliczności i czas powstania
Rocznik poznański młodszy zaczęto zapisywać najprawdopodobniej pod koniec XV wieku i kontynuowano w początkach wieku XVI. Jak stwierdził Józef Nowacki, autor należał zapewne do grona tych ówczesnych duchownych, którzy  zapełniali notatkami historycznymi wolne miejsca na marginesach poznańskich ksiąg konsystorskich i kapitulnych. Na przełomie XV i XVI wieku modne było bowiem utrwalanie zdarzeń godnych pamięci notami w wartościowych księgach. Przewaga w Roczniku informacji związanych z kancelarią i dokumentami oraz ich związek z lokalnymi wydarzeniami, zdają się wskazywać, że autor pracował w poznańskiej kancelarii biskupiej.

## Zawartość i źródła
Rocznik zawiera 22 zapiski z lat 1241-1501, które nie są uszeregowane w kolejności chronologicznej. Autor streszczał kilka informacji w jednej zapisce oraz dopisywał wiadomości ex post. Część wiadomości została wypisana najprawdopodobniej z dzieł znajdujących się w zwodzie Wielkiej Kroniki, przede wszystkim z Roczników kapitulnych poznańskiego i gnieźnieńskiego, Kroniki wielkopolskiej i Kroniki Janka z Czarnkowa.  Jednak większość informacji lokalnych wydaje się pochodzić z pierwszej ręki.

## Znaczenie
W Roczniku poznańskim młodszym zachowały się wiadomości o lokalnych wydarzeniach, nieznane wcześniejszym źródłom. Są to trzy informacje o poznańskim kościele parafialnym – z lat 1253, 1388 i 1470; informacja o założeniu szpitala w Poznaniu z roku 1254; dwie informacje o katedrze poznańskiej z roku 1371 i bez daty. Rocznik wspomina też o trzech innych wydarzeniach w Poznaniu – świętokradztwie z roku 1399, powodzi z 1437 i pożarze z 1447. W notatce o rządach Kazimierza Wielkiego zachowała się informacja o zajęciu Wschowy.
Z wydarzeń ogólnopolskich autor szczególną wagę położył na najazdy tatarskie, krzyżackie i litewskie. Interesował się również sukcesją w ramach dynastii jagiellońskiej.